# Каспичан
Каспичан (буг. Каспичан) град је у Републици Бугарској, у источном делу земље, седиште истоимене општине Каспичан у оквиру Шуменске области.

## Географија
Положај: Каспичан се налази у источном делу Бугарске. Од престонице Софије град је удаљен 380 km источно, а од обласног средишта, Шумена град је удаљен 20 km источно.
Рељеф: Област Каспичана се налази у области побрђа, која чине претходницу Старе Планине (тзв. Предбалкан), на приближно 100 метара надморске висине. Град је смештен на валовитом подручју.
Клима: Клима у Каспичану је континентална.
Воде: У близини Каспичана протиче више мањих водотока.

## Историја
Област Каспичана је првобитно било насељено Трачанима, а после њих овом облашћу владају стари Рим и Византија. Јужни Словени ово подручје насељавају у 7. веку. Од 9. века до 1373. године област је била у саставу средњовековне Бугарске.
Крајем 14. века област Каспичана је пала под власт Османлија, који владају облашћу 5 векова.
1878. године град је постао део савремене бугарске државе. Насеље постоје убрзо средиште окупљања за села у околини, са више јавних установа и трговиштем.

## Становништво
| 1965. | 1975. | 1985. | 1992. | 2001. |
| ----- | ----- | ----- | ----- | ----- |
| 3,075 | 3,508 | 5,895 | 3,955 | 3,689 |

По проценама из 2010. године Каспичан је имао око 3.400 становника. Већина градског становништва су етнички Бугари. Остатак су махом Турци и Роми. Последњих деценија град губи становништво због удаљености од главних токова развоја у земљи.
Претежан вероисповест месног становништва је православље, а мањинска ислам.

## Галерија
- Здање општине Каспичан
- Средишњи градски привој
- Народно читалиште у Каспичану
- Градска железничка станица